# George Robertson (Politiker, 1790)

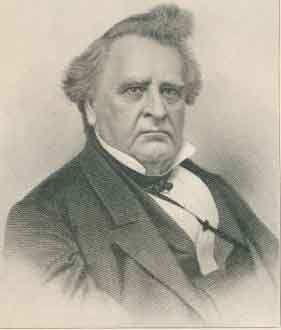
George Robertson

George Robertson (* 18. November 1790 bei Harrodsburg, Virginia; † 16. Mai 1874 in Lexington, Kentucky) war ein US-amerikanischer Politiker. Zwischen 1817 und 1821 vertrat er den Bundesstaat Kentucky im US-Repräsentantenhaus.

## Werdegang
Nach der Grundschule besuchte der im heutigen Kentucky geborene George Robertson bis 1806 die Transylvania University in Lexington. Nach einem anschließenden Jurastudium und seiner 1809 erfolgten Zulassung als Rechtsanwalt begann er in Lancaster in diesem Beruf zu praktizieren. Gleichzeitig schlug er als Mitglied der Demokratisch-Republikanischen Partei eine politische Laufbahn ein. Bei den Kongresswahlen des Jahres 1816 wurde er im siebten Wahlbezirk von Kentucky in das US-Repräsentantenhaus in Washington, D.C. gewählt, wo er am 4. März 1817 die Nachfolge von Samuel McKee antrat. Bei den folgenden beiden Kongresswahlen wurde er jeweils bestätigt. Zwischen 1817 und 1819 war er Vorsitzender des Ausschusses, der sich mit privaten Landansprüchen befasste. Seine letzte Legislaturperiode begann am 4. März 1821. Er trat aber noch vor der ersten Sitzung des neugewählten Kongresses zurück. Nach einer Nachwahl ging sein Mandat an John Speed Smith.
Nach seinem Ausscheiden aus dem US-Repräsentantenhaus setzte Robertson seine politische Laufbahn auf Staatsebene fort. Zwischen 1822 und 1827 saß er als Abgeordneter im Repräsentantenhaus von Kentucky, dessen Präsident er vier Jahre lang war. Er lehnte die ihm angebotene Stelle des Gouverneurs im Arkansas-Territorium ebenso ab wie die ihm angetragenen Botschafterposten in Kolumbien und Peru. Im Jahr 1828 war George Robertson als Secretary of State geschäftsführender Beamter der Staatsregierung von Kentucky. Im Jahr 1829 wurde er zum Richter am Kentucky Court of Appeals ernannt. Zwischen 1829 und 1834 leitete er dieses staatliche Berufungsgericht als Chief Justice.
Im Jahr 1834 trat Robertson von seinem Richteramt zurück und arbeitete als privater Rechtsanwalt in Lexington. Gleichzeitig war er von 1834 bis 1857 als Professor für Rechtswissenschaften an der Transylvania University tätig. Politisch schloss sich Robertson nach der Auflösung seiner Partei den Whigs an. In den Jahren 1848, 1851 und 1852 wurde er erneut in das Repräsentantenhaus von Kentucky gewählt, dessen Speaker er zwischen 1851 und 1852 war. Von 1864 bis 1871 war Robertson Richter im zweiten Gerichtsbezirk und zeitweise als amtierender Chief Justice Leiter des Kentucky Court of Appeals. George Robertson starb am 16. Mai 1874 in Lexington und wurde dort auch beigesetzt.
Nach ihm ist das Robertson County in Kentucky benannt.